# 御笠ノ忠次
御笠ノ忠次（みかさの ちゅうじ、1980年7月24日 - ）は、日本の劇作家、脚本家、演出家。
千葉県出身。2020年8月27日より、本名の伊藤栄之進名義で活動している。
株式会社スペースノイドカンパニー代表取締役。

## 人物
高校在学時にSPACENOIDを立ち上げる。卒業後、父親の勧めで劇団1980に入団し、藤田傳に師事する。二年間の下積みを経て同劇団を退団後、SPACENOIDを本格的に始動させる。2010年の解散まで、全作品の作・演出を手掛ける。椎名誠著『哀愁の町に霧が降るのだ』から着想を得たドキュメント作品『哀愁の町に霧がほにゃらら』が、日本演出者協会「若手演出家コンクール2009」にノミネート。最終審査で上演した『個人的な話』で最優秀賞を受賞。SPACENOID解散後、プロデュースユニット案山子堂を始動する。2018年、株式会社スペースノイドカンパニーを設立。俳優、クリエイター、ミュージシャンのマネージメントを開始する。

## エピソード
- 2018年から脚本塾を定期的に開催し、脚本家の人材育成に励んでいる。お寺の一室を借りていることから寺子屋と呼んでいる。2021年からはオンラインに移行した。
- 趣味で集めている箸袋を収納するファイルが欲しいという理由で、自社のオリジナル商品として「箸袋コレクションファイル」を制作し、発売する。

## 受賞歴
- 2001年 日本演出家協会 若手演出家コンクール2001 優秀賞受賞（『童貞散華』）
- 2002年 日本演出家協会 若手演出家コンクール2002 奨励賞受賞（『ONE LIFE』）
- 2009年 日本演出家協会 若手演出家コンクール2009 最優秀賞受賞（『個人的な話』）

## 主な作品（御笠ノ忠次名義）

### SPACENOID
※全作品、作・演出。ほぼ出演。
- 「ビリー・ザ・キッドの最期の弾丸」（2000年8月、八千代文化センター）
- 「出口のない海」（2002年1月、小岩アーバンプラザ）
- 「童貞散華」（2002年3月、「劇」小劇場）
- 「ビリー・ザ・キッドの最期の弾丸Ver.2002」（2002年6月、アイピット目白）
- 「君のてのひらから」（2002年9月、八千代市民会館小ホール）
- 「童貞甲子園」（2002年12月、タイニイアリス）
- 「ONE LIFE」（2003年3月、「劇」小劇場）
- 「bond」（2003年6月、江古田ストアハウス）
- 「time」（2003年9月、銀座小劇場）
- 「re」（2004年7月、本八幡サードステージ）
- 「おはようおじさん」（2004年10月、しもきた空間リバティ）
- 「童貞〜イマジン〜」（2004年12月、タイニイアリス）
- 「Hello Goodbye ビリー・ザ・キッドの最期の弾丸GET BACK 1969」（2005年3月、秋葉原CLUB GOODMAN）
- 「童貞散華F」（2005年7月、秋葉原CLUB GOODMAN）
- 「おはようおじさん2005」（2005年10月、ピカデリーホール）
- 「魂塗」（2005年12月、タイニイアリス）
- 「金毛犬」（2006年3月、MAKOTOシアター銀座）
- 「鼓上皀〜石神井ハウス日記〜」（2006年6月、MAKOTOシアター銀座）
- 「スタンレーの魔女」（2006年9月、シアターグリーンBIG TREE THEATER）
- 「白日鼠」（2006年11月、MAKOTOシアター銀座）
- 「No.721」（2007年12月、フジテレビマルチシアター）
- 「険道神」（2008年7月、小劇場楽園）
- 「名前を辿る」（2008年8月、タイニイアリス）
- 「活閃婆〜Goodwill〜」（2009年2月、池袋GEKIBA）
- 「1983715」（2009年6月、新宿村LIVE）
- 「哀愁の町に霧がほにゃらら」（2009年9月、王子小劇場）
- 「思い出回収」（2009年12月、高円寺明石スタジオ）
- 「個人的な話」（2010年3月、「劇」小劇場）
- 「Goodwill 王子支店」（2010年7月、王子小劇場）
- 「母夜叉」（2015年7月、スタジオクリエイティブスクエア）

### 案山子堂
- 「ジハード家族」（2011年1月、シアター711）- 作・演出
- 「bond 再」（2011年3月、「劇」小劇場）- 作・演出・出演
- 「他人さがし」（2012年2月、シアター711）- 作・演出
- 「半分しか見えない」（2012年6月、小劇場楽園）- 作・演出
- 「彼女はそこに立っていた」「みじめ」（2016年1月、小劇場B1）- 作・演出

### 外部公演
- 赤坂RED/THEATERプロデュース「絢爛とか爛漫とか」作：飯島早苗（2007年5月、赤坂RED/THERTER）- 演出
- 中井貴惠朗読〜音語り「ナゲキバト」〜（2007年7月、赤坂RED/THERTER）- 脚色
- カミナリフラッシュバックス「死刑について」（2008年9月、劇場MOMO）- 作・演出
- Benchプロデュース「60PEAK ミカエルの唄」作：吉増裕士（2008年10月、六行会ホール、大阪市立こども文化センター大ホール）- 演出
- サバダミカンダ「スタンレーの魔女」（2008年12月、赤坂RED/THEATER）- 作・演出
- 時速246億「ささやかなこの人生」作：小林顕作・喜安浩平・川本成・舘川範雄（2009年5月、恵比寿・エコー劇場）- 演出
- INFINITE「おはようおじさん」（2009年7月、恵比寿・エコー劇場）- 作・演出
- LDH主催「その鉄塔に男たちはいるという」作：土田英生（2009年10月、俳優座劇場）- 演出
- 時速246億「記憶メモリン」作：川尻恵太・川本成・喜安浩平・小林顕作（2010年4月、赤坂RED/THEATER）- 作・演出
- INFINITE「Good+will 中野支店」（2010年8月、ザ・ポケット）- 作・演出
- 円盤ライダー第11弾「東京バーグ」（2010年9月、渋谷東京バーグ）- 作・演出・出演
- 円盤ライダー第12弾「東京バーグ2」（2011年2月、渋谷東京バーグ）- 作・演出
- 芝居屋風雷紡「LDK」作：吉水恭子（2011年5月、神楽坂セッションハウス）- 共同脚本・演出
- 円盤ライダー第13弾「SHERWOOD！！〜シャーウッド〜」（2011年6月、鶯谷HOTEL SHERWOOD）- 作・演出
- 時速246億「グレイトフルデッド」作：川尻恵太・川本成・喜安浩平・小林顕作（2011年7月、赤坂RED/THEATER）- 作・演出
- 日本の近代戯曲研修セミナーin 東京リーディング「瞼の母」作：長谷川伸（2011年9月、芸能花伝舎）- 演出
- ニュースタイルメディア「約三十の嘘」作：土田英夫（2011年11月、赤坂RED/THEATER）- 演出
- 劇団スーパー・エキセントリック・シアターブレーメンプロデュース「中島鉄砲火薬店」（2012年1月、シアターグリーンBOX in BOX THEATER）- 作・演出
- 右近良之&大森洋平「Y←→Y」（2012年3月、BAR ATHOR）- 構成・演出
- D-BOYSSTAGE 10th「淋しいマグネット」演出：茅野イサム（2012年4月、Bunkamuraシアターコクーン、5月、イオン化粧品シアターBRAVA！）- 上演台本
- 劇団K助presents「オムニー6」参加作品「富士山の山小屋には嫌な奴が多い」（2012年4月、野方区民ホール）- 作・演出
- 覇天候vol.2「登校日へ行こう」（2012年8月、テアトルBONBON）- 作・演出
- Kitty-Guys5kg「おはようおじさん」（2012年9月、参宮橋トランスミッション）- 作・演出・出演
- 流山児祥企画〜1960-70年代傑作戯曲を読む〜リーディング「あたしのビートルズ」作：佐藤信（2012年9月、Space早稲田）- 演出
- 時速246億「リボン」作：川尻恵太・川本成・喜安浩平・小林顕作（2012年10月、赤坂RED/THEATER、11月、テレピアホール）- 作・演出
- 覇天候vol.3「SHIT AND LOBSTER」（2012年12月、高円寺明石スタジオ）- 作・演出
- 朝劇丸の内「丸の内の二人」（2013年5月〜2014年10月、CAFE SALVADOR）- 作・演出
- アリー・エンターテイメントプロデュース「千年マチコ〜銭湯編〜」演出：小暮邦明（2013年6月、シアターグリーンBOX in BOX THEATER）- 作
- 時速246億vol.A「No.721」（2013年7月、赤坂RED/THEATER、テレピアホール）- 作・演出
- 朝劇丸の内「サルバドルの大事件」（2013年10月〜2014年10月、CAFE SALVADOR）- 作・演出
- 舞台「メサイア〜白銀ノ章〜」作：毛利亘宏（2014年1月、シアターGロッソ）- 演出[1]
- 劇団スーパー・エキセントリック・シアター ブレーメンプロデュース「ブレーメンの音楽隊」演出：三浦香（2014年1月、シアターグリーンBOX in BOX THEATER）- 作
- ニュースタイルプロダクション「私だって××してみたい」（2014年3月、ウッディシアター中目黒）- 作・演出
- 朝劇丸の内「彼女は誰のもの？」（2014年4月〜10月、CAFE SALVADOR）- 作・演出
- アリー・エンターテイメントプロデュース「千年マチコ〜書房編〜」演出：小暮邦明（2014年8月、シアターグリーンBOX in BOX THEATER）- 作
- 舞台「メサイア〜紫微の章〜」作：毛利亘宏（2014年8月、サンシャイン劇場）- 演出[2]
- ミュージカル「AKB49～恋愛禁止条例～」演出：茅野イサム（2014年9月、AiiA Theater Tokyo）- 作
- ミュージカル「AKB49〜恋愛禁止条例〜」SKE48単独公演　演出：茅野イサム（2015年3月、中日劇場）- 作
- hicobae × project「H12」演出：永野拓也（2015年5月、タイムスホール、日暮里d倉庫）- 作
- 小林顕作ソロ・パフォーマンス「ひとりでシェイクスピア」（2015年6月、あうるすぽっと）- 演出
- マーリープロジェクト「golem、胎児、形なきもの」（2015年6〜7月、サンモールスタジオ）- 作・演出
- 舞台「東京喰種トーキョーグール」演出：茅野イサム（2015年7月、AiiA 2.5 Theater Tokyo）- 作[3]
- アリー・エンターテイメントプロデュース「千年マチコ〜喫茶去編〜」演出：小暮邦明（2015年8月、シアターグリーンBOX in BOX THEATER）- 作
- ミュージカル『刀剣乱舞』〜トライアル公演〜 演出：茅野イサム（2015年10月〜11月、AiiA 2.5 Theater Tokyo）- 作[4]
- 劇団BRATS第8回公演「椿説 おくのほそ道」演出：おぐらとしひろ（2015年12月、すみだパークスタジオ倉）- 作
- 劇団†勇荘淑女「イマカノ」（2015年12月、ウッディシアター中目黒）- 作・演出
- ミュージカル「AKB49〜恋愛禁止条例〜」SKE48単独公演　演出：茅野イサム（2016年4月、中日劇場）- 作
- ミュージカル『刀剣乱舞』〜阿津賀志山異聞〜 演出：茅野イサム（2016年5月〜6月、AiiA 2.5 Theater Tokyo他）- 作[5]
- 舞台「マジすか学園〜Lost In The SuperMarket〜」(2016年7月、赤坂ACTシアター) - 作[6]
- hicobae × project「H12」演出：永野拓也（2016年9月〜10月、新宿村LIVE他）- 作
- ミュージカル『刀剣乱舞』〜幕末天狼傳〜 演出：茅野イサム（2016年9月〜2017年1月、AiiA 2.5 Theater Tokyo他）- 作[7]
- ミュージカル『刀剣乱舞』〜in 厳島神社〜 演出：茅野イサム（2016年11月、厳島神社高舞台）- 作[8]
- ミュージカル『刀剣乱舞』〜真剣乱舞祭2016〜 演出：茅野イサム（2016年12月、大阪城ホール、両国国技館）- 作[9]
- ミュージカル『刀剣乱舞 〜三百年の子守唄〜』 演出：茅野イサム（2017年3月〜5月、AiiA 2.5 Theater Tokyo他）- 作[10]
- 舞台「東京喰種トーキョーグール〜或いは、超越的美食学をめぐる瞑想録〜」演出：茅野イサム（2017年6月〜7月、シアター1010他）- 作[11]
- 舞台「ダイヤのA The Live 5」（2017年9月、神戸オリエンタル劇場他）- 作・演出[12]
- ミュージカル『刀剣乱舞』～つはものどもがゆめのあと～ 演出：茅野イサム（2017年11月〜2018年1月、TOKYO DOME CITY HALL他）- 作[13]
- ミュージカル『刀剣乱舞』～真剣乱舞祭2017～ 演出：茅野イサム（2017年12月、日本武道館他）- 作[14]
- 舞台「文豪ストレイドッグス」演出：中屋敷法仁（2017年12月〜2018年2月、KAAT神奈川芸術劇場他）- 作[15]
- MileStone「SHIT AND LOBSTER」演出：石毛元貴（2018年1月、吉祥寺シアター）- 作
- ミュージカル『刀剣乱舞』～結びの響、始まりの音～ 演出：茅野イサム（2018年3月〜5月、日本青年館ホール他）- 作[16]
- ミュージカル『刀剣乱舞』〜阿津賀志山異聞2018 巴里〜 演出：茅野イサム（2018年7月〜8月、パレ・デ・コングレ・ド・パリ大劇場他）- 作[17]
- 舞台「文豪ストレイドッグス〜黒の時代〜」演出：中屋敷法仁（2018年9月〜10月、サンシャイン劇場他）- 作[18]
- ミュージカル『刀剣乱舞』～真剣乱舞祭2018～ 演出：茅野イサム（2018年11月〜12月、サンドーム福井他）- 作[19]
- ミュージカル『刀剣乱舞』～三百年の子守唄2019～ 演出：茅野イサム（2019年1月〜3月、天王洲銀河劇場他）- 作[20]
- 加古臨王プロデュース「ブレーメンの音楽隊」演出：加古臨王（2019年5月、ウエストエンドスタジオ）- 作
- 舞台「文豪ストレイドッグス〜三社鼎立〜」演出：中屋敷法仁（2019年6月〜7月、北上市文化交流センターさくらホール他）- 作[21]
- ミュージカル『刀剣乱舞』髭切膝丸 双騎出陣2019〜SOGA〜 演出：茅野イサム（2019年7月、ステラボール）- 作[22]
- 「スタンレーの魔女」（2019年7月〜8月、DDD青山クロスシアター）- 作・演出[23]
- ミュージカル『刀剣乱舞』〜葵咲本紀〜 演出：茅野イサム（2019年8月〜10月、天王洲銀河劇場他）- 作
- 舞台「幽☆遊☆白書」（2019年8月〜9月、シアター1010他）- 作・演出[24]
- 舞台「巌窟王Le théâtre」作・演出：村井雄（2019年12月、こくみん共済coopホール／スペース・ゼロ）- ドラマターグ[25]
- ミュージカル『刀剣乱舞』～歌合 乱舞狂乱2019～ 演出：茅野イサム（2019年11月〜2020年1月、長野ビッグハット他）- 脚本・脚本統括[26]
- ミュージカル『刀剣乱舞』～静かの海のパライソ～ 演出：茅野イサム（2020年3月、天王洲 銀河劇場）- 作[27]
- 本多劇場グループPRESENTS「DISTANCE」（2020年6月、本多劇場）- 企画・作・演出・出演[28]
- 本多劇場グループnext「DISTANCE -TOUR-」（2020年8月、本多劇場他）- 企画・作・演出・出演
- 配信番組『刀剣乱舞 大演練〜控えの間〜』（2020年8月、DMM.com）- 構成・演出・出演
- ミュージカル『刀剣乱舞』髭切膝丸 双騎出陣2020〜SOGA〜 演出：茅野イサム（2020年8月〜9月、あましんアルカイックホール他）- 作
- ミュージカル『刀剣乱舞』〜幕末天狼傳 2020〜 演出：茅野イサム（2020年9月〜11月、天王洲銀河劇場他）- 作

### 映画
- 「ビリー・ザ・キッドの最期の弾丸」監督：ワタナベカズキ（2014年）- 脚本・出演
- 「東京喰種トーキョーグール【S】」監督：川崎拓也、平牧和彦（2019年）- 脚本[29]

### アニメ
- 「東京喰種トーキョーグール」（2014年）- シリーズ構成・脚本[30]
- 「東京喰種トーキョーグール√A」（2015年）- シリーズ構成・脚本
- 「東京喰種トーキョーグール：re」（2018年）- シリーズ構成・脚本[31]
- 「群青のマグメル」（2019年）- シリーズ構成・脚本[32][33]

## 著書
- 戯曲 ミュージカル『刀剣乱舞』〜阿津賀志山異聞〜（2019年7月、集英社）
- 戯曲 ミュージカル『刀剣乱舞』〜幕末天狼傳〜（2019年7月、集英社）
- 戯曲 ミュージカル『刀剣乱舞』〜三百年の子守唄〜（2019年7月、集英社）
- 戯曲 ミュージカル『刀剣乱舞』〜つはものどもがゆめのあと〜（2021年4月、集英社）
- 戯曲 ミュージカル『刀剣乱舞』〜結びの響、始まりの音〜（2021年4月、集英社）
- 戯曲 ミュージカル『刀剣乱舞』〜葵咲本紀〜（2021年4月、集英社）

## 主な作品（伊藤栄之進名義）

### 舞台
- 舞台「幽☆遊☆白書」其の弐（2020年12月、ステラボール他）- 作・共同演出
- ミュージカル『刀剣乱舞』五周年記念 壽 乱舞音曲祭（2021年1月、東京ガーデンシアター）- 作
- パインソー <null> #00「何もないけど、蒼ざめる」（2021年2月、演劇専用小劇場BLOCH）- 脚本提供
- ミュージカル『刀剣乱舞』-東京心覚-（2021年3月〜5月、TOKYO DOME CITY HALL他）- 作
- ミュージカル『刀剣乱舞』にっかり青江 単騎出陣（2021年4月〜5月、函館市民会館 大ホール他）- 作・演出
- ミュージカル『刀剣乱舞』にっかり青江 単騎出陣（2021年10月、南相馬市文化会館 ゆめはっと他）- 作・演出
- ミュージカル『刀剣乱舞』〜静かの海のパライソ〜（2021年9月〜11月、TOKYO DOME CITY HALL他）- 作
- 「終末のワルキューレ」~The STAGE of Ragnarok~（2021年11月〜12月、こくみん共済coopホール／スペース・ゼロ）- 脚本・ドラマターグ
- 日本劇団協議会 日本の演劇人を育てるプロジェクト「中島鉄砲火薬店」（2022年1月、新国立劇場小劇場）- 作・演出[34]
- ミュージカル『刀剣乱舞』〜江水散花雪〜（2022年1月〜3月、アイプラザ豊橋他）- 作
- ミュージカル『刀剣乱舞』にっかり青江 単騎出陣（2022年2月〜3月、沖縄市民会館他）- 作・演出
- ミュージカル『刀剣乱舞』〜真剣乱舞祭2022〜（2022年5月〜6月、サンドーム福井他）- 作
- ミュージカル『刀剣乱舞』にっかり青江 単騎出陣（2022年9月〜10月、昭和女子大学人見記念講堂他）- 作・演出

### 出演
- 19GALES「DON'T CRY,MY DOG.」作・演出：吉村八月（2003年1月、上野恩賜公園水上音楽堂）
- 「呼吸」監督：月川翔（2004年）
- 「心」監督：月川翔（2007年）
- SUGARBOY 1st.「maniacs」作・演出：川尻恵太（2008年6月、アイピット目白）
- 「のぼせもん」監督：長濱亮祐（2010年）
- 「My Spazzy Rock'n Rabbit」監督：ワタナベカズキ（2010年）
- フェニックス・プロジェクトVol.3 朗読劇「石棺 チェルノブイリの黙示録」演出：青井陽治（2011年8月、笹塚ファクトリー）
- 「ヨルギア」監督：上田諒（2013年）
- コロコロ旗揚げ公演「名探偵何も推理せずに帰る」（2013年8月、BAR GARIGARI）
- 演出家しか出ない劇団「目に見る星は過去の星 つかの間の未来を見るために 僕らはみんな目を瞑るのだ」作・演出：村井雄（2015年9月、サンモールスタジオ）

### その他
- バングマン・ターボ（タカラ社製品「バング」の2代目販促キャラクター）[35]
- マサムネ - 使命の赤き刃 -（2023年12月） - 脚本[36]